# Cheddi Jagan
Cheddi Jagan (22 de marzo de 1918–6 de marzo de 1997) fue un odontólogo y político guyanés. 
Estudió en la Universidad Real de Georgetown. Luego cursó Odontología en la Universidad de Howard en Washington D. C., y en la Universidad del Noroeste, en Chicago.
Miembro de la Juventud Comunista en 1943. Disgustado por las condiciones políticas de la Guayana Británica, colaboró en la fundación del Partido Progresista del Pueblo, junto a Forbes Burnham en 1950. Elegido parlamentario colonial en 1947, fue líder del polémico gobierno guyanés de fines de los años 1950. Ministro en Jefe (1957-1961), Premier (1961-1964) y Presidente de Guyana (1992-1997). Después de 28 años en la oposición, ganó las elecciones presidenciales de Guyana. Su mandato presidencial fue caracterizado por el renacimiento del movimiento de la unión y una comisión que pretendía la mejora de la educación y de la infraestructura nacional. Cuando asumió como presidente de su país, ya no se alineaba al marxismo-leninismo y se sentía más próximo a la socialdemocracia.
Murió en Washington D. C. (Estados Unidos), la enfermedad no le permitió dirigirse a Georgetown (Guyana), su país natal. Su partido, el Partido Progresista del Pueblo le rindió honores y condecoraciones. Tras su muerte, su viuda, Janet Jagan ocupó provisionalmente la presidencia al frente de la bandera del Partido Progresista del Pueblo.
| Predecesor: -             | Ministro en Jefe de Guyana 1953–1961 | Sucesor: Cheddi Jagan |
| Predecesor: Cheddi Jagan  | Premier de Guyana 1961–1964          | Sucesor: Ptolemy Reid |
| Predecesor: Desmond Hoyte | Presidente de Guyana 1992–1997       | Sucesor: Sam Hinds    |

- Datos: Q724156
- Multimedia: Cheddi Jagan / Q724156